# St. Hilaire-Cottes Churchyard
St. Hilaire-Cottes Churchyard is een begraafplaats gelegen in de Franse plaats Saint-Hilaire-Cottes (Pas-de-Calais). De militaire graven worden onderhouden door de Commonwealth War Graves Commission.
De begraafplaats telt 2 geïdentificeerde Gemenebest graven uit de Eerste Wereldoorlog.